# Egyenáramú teljesítmény mérése
Egy állandósult állapotú villamos áramkör teljesítménye az a villamos energia, amelyet a szóban forgó áramkör 1 másodperc alatt termel, vagy fogyaszt. Egyenáramú körben ennek P számértéke kiszámítható, mint az áramkör I áramerősségének és U feszültségének szorzata.
P = I * U
Ha az áramerősséget amperben, a feszültséget voltban helyettesítjük, az eredményt wattban kapjuk.
Műszerrel az egyenáramú hatásos teljesítményt az áram és a feszültség egyidejű mérésével határozhatjuk meg. A mérés eredményét a használt műszerek fogyasztása befolyásolja.